# West Baden, Indiana
West Baden je naselje u američkoj saveznoj državi Indiani u Okrugu Orange.

## Demografija
Po popisu stanovništva iz 2000. godine u naselju je živjelo 618 stanovnika u 263 domaćinstva. Prosječna veličina domaćinstva je 2,35 a prosječna veličina obitelji je 2,88 osoba po obitelji.  
Prema rasnoj podjeli u naselju živi najviše bijelaca 94,50%, a Afroamerikanaca ima 2,10%.
- bijelci (93,9%)
- hispanjolci (3,1%)
- crnci (2,1%)
- ostali (1,7%)
- američki indijanci (1,0%)

U gradu je 21,7% stanovništva u dobi do 18 godine, 8,3% od 18 do 24 godine, 27,7% od 25 do 44 godine, 26,5% od 45 do 64 godine, i 15,9% koji su 65 godina ili stariji.

## Poznate osobe
- Larry Joe Bird (West Baden, Indiana, 7. prosinca 1956.), umirovljeni američki profesionalni košarkaš. S američkom reprezentacijom SAD-a osvojio je zlatnu medalju na Olimpijskim igrama u Barceloni 1992. kao član legendarnog Dream teama. Umirovio se 1992. godine.

## Vanjske poveznice
- West Baden Springs Hotel  Arhivirana inačica izvorne stranice od 4. travnja 2009. (Wayback Machine)